# Fabijan Svalina

Wappen von Fabijan Svalina

Fabijan Svalina (* 7. November 1971 in Jugoslawien) ist ein kroatischer Geistlicher und römisch-katholischer Bischof von Syrmien.

## Leben
Fabijan Svalina empfing am 29. Juni 1997 das Sakrament der Priesterweihe für das Erzbistum Đakovo-Osijek.
Nach Aufgaben in der Pfarrseelsorge war er von 2004 bis 2008 am interdiözesanen Priesterseminar in Zagreb tätig. Nach zwei Jahren in der Ordinariatsverwaltung des Erzbistums war er von 2010 bis 2017 beigeordneter Sekretär der kroatischen Bischofskonferenz. Seit 2010 war er außerdem Direktor der kroatischen Caritas.
Am 7. Oktober 2021 ernannte ihn Papst Franziskus zum Koadjutorbischof von Syrmien. Kurienerzbischof Paul Gallagher spendete ihm am 21. November desselben Jahres in Sremska Mitrovica die Bischofsweihe. Mitkonsekratoren waren der Erzbischof von Đakovo-Osijek, Đuro Hranić, und der Bischof von Syrmien, Đuro Gašparović.
Fabijan Svalina wurde am 14. Februar 2024 in Nachfolge von Đuro Gašparović, dessen vorzeitiges Rücktrittsgesuch am selben Tag angenommen worden war, Bischof von Syrmien.